# Škoda 7,5 cm Vz. 1939
Lo Škoda 75 mm vzor 1939 era un cannone da montagna cecoslovacco, prodotto dalla Škoda per il mercato estero. Piccoli lotti vennero esportati in Romania e in Iran. Il pezzo poteva essere scomposto in 8 carichi per il someggio, compreso lo scudo di protezione dei serventi. I pezzi rumeni equipaggiarono due battaglioni di artiglieria da montagna.